# Las autonosuyas

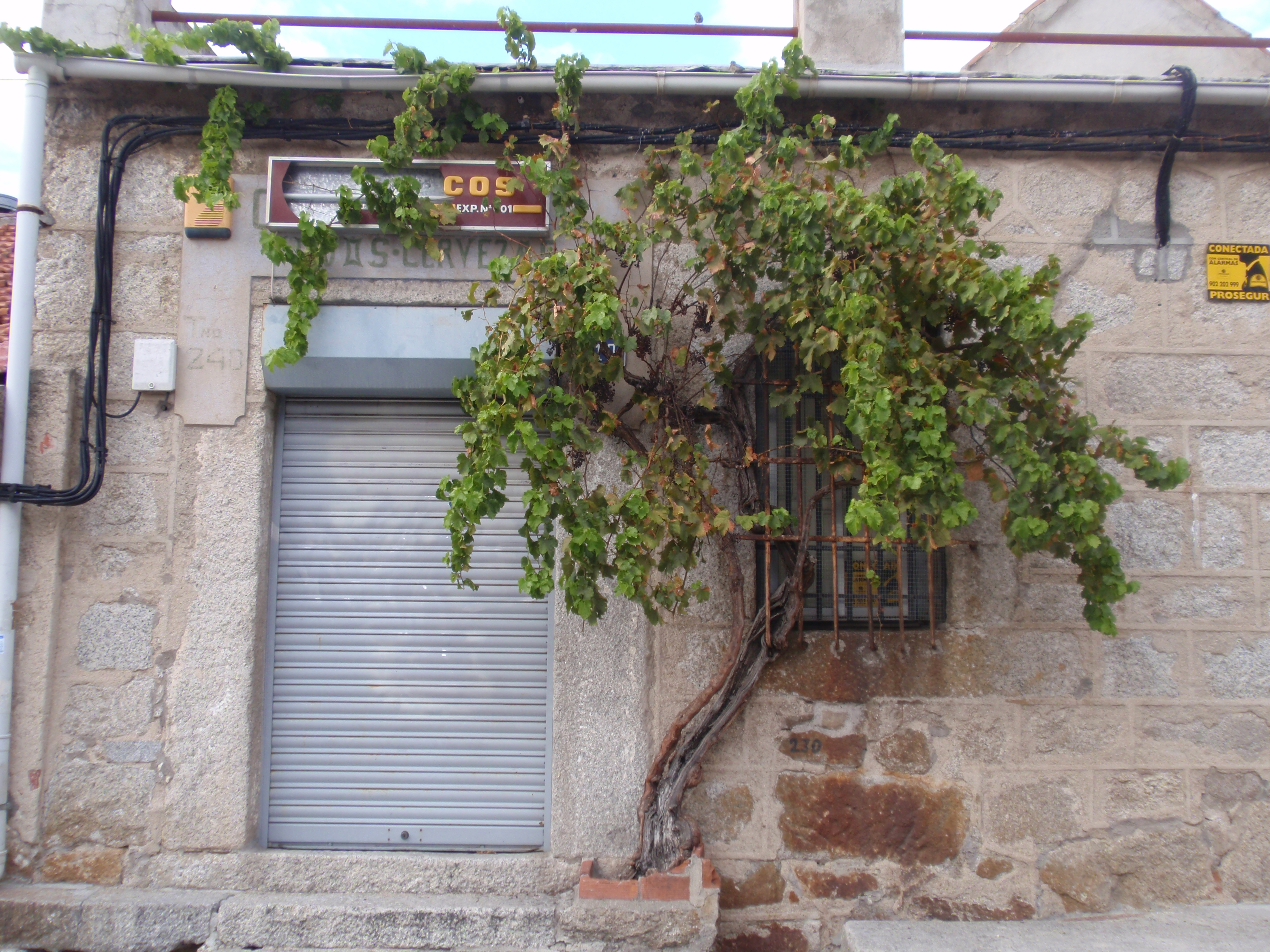
Antiguo estanco de Torrelodones, que estuvo en servicio hasta el año 2008. En la película es el estanco de Marciano.

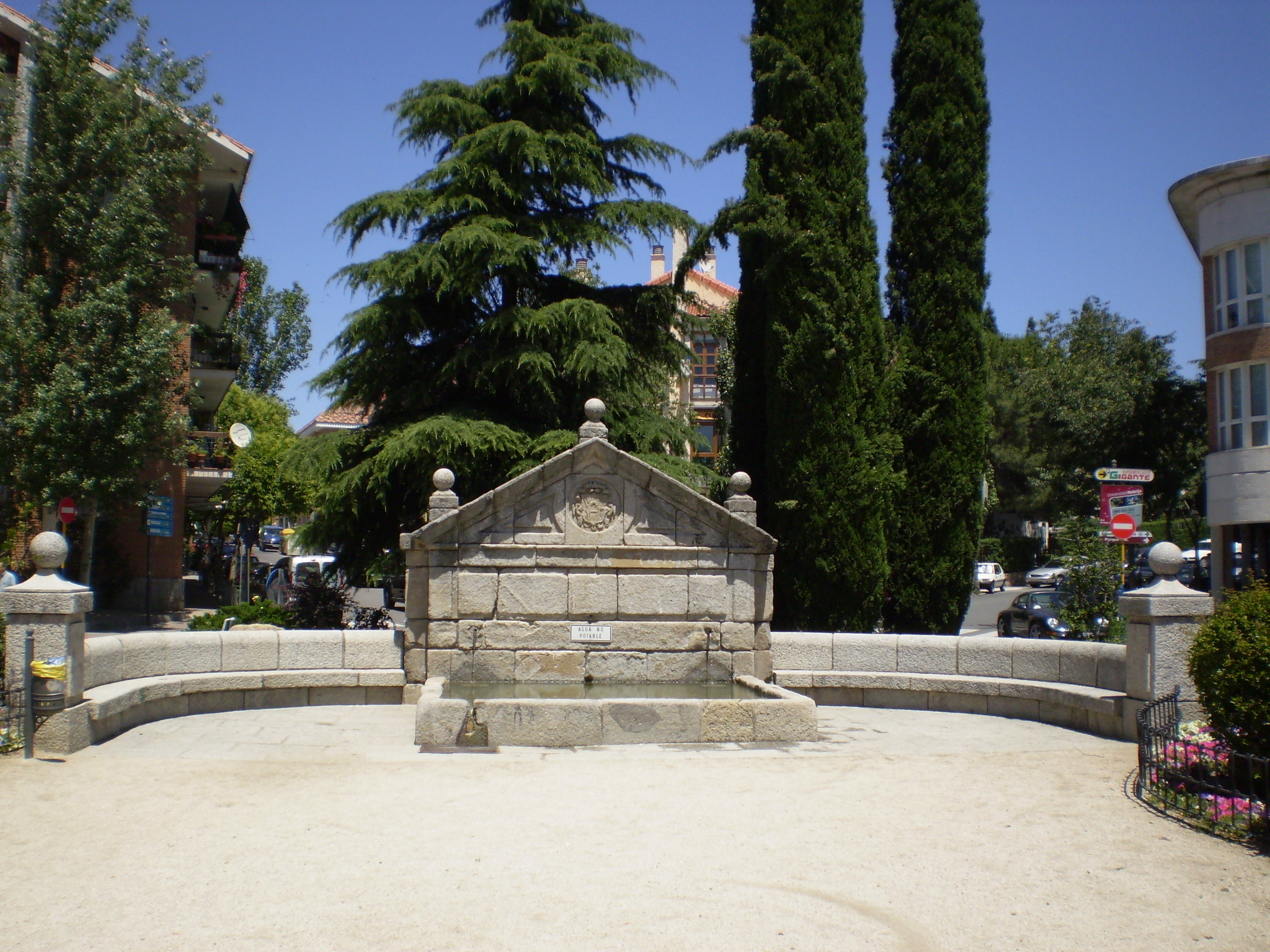
Fuente del Caño de Torrelodones en su emplazamiento actual. En la película aún no se había trasladado al centro de la plaza del Caño.

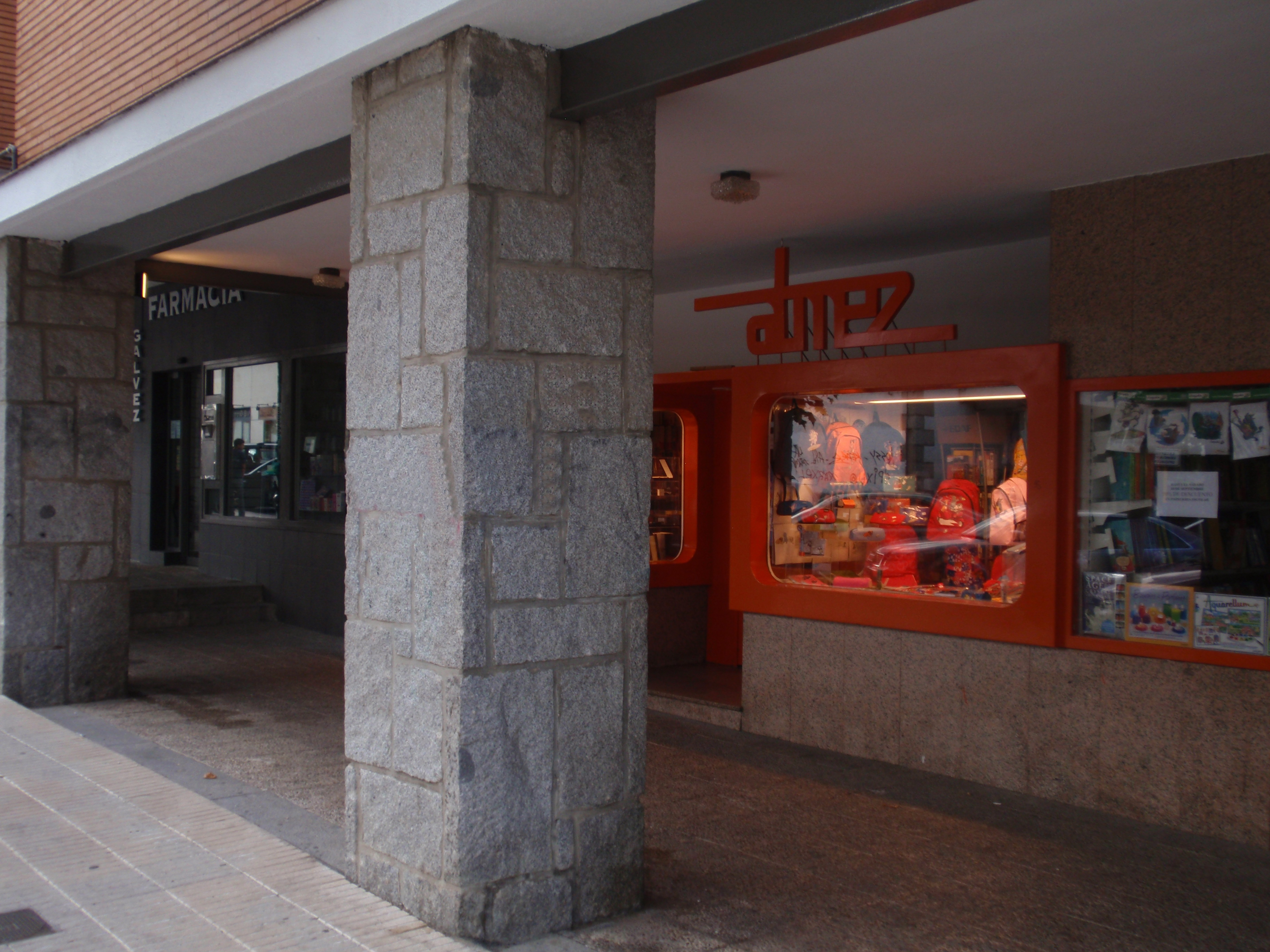
Soportales donde está situada la farmacia. En la película el propietario es Don Benigno.

Las autonosuyas es una película española de 1983, la última dirigida por Rafael Gil. Está basada en la novela homónima de Fernando Vizcaíno Casas, en la que se ironiza sobre el Estado de las Autonomías en España y los idiomas cooficiales de la misma. 

## Argumento
Su argumento, expuesto en un tono de farsa y parodia humorística, trata sobre un pueblo llamado Rebollar de la Mata, donde a su ambicioso alcalde Austrasigildo se le ha ocurrido constituirse en Ente Autonómico Serrano, siguiendo el ejemplo de otras autonomías. 
El resto de alcaldes vecinos le secundan cegados por la posibilidad de "chupar del bote", asignarse enormes sueldos, cobrar sustanciosas dietas, utilizar caprichosamente los coches oficiales, no escatimar en seguridad, tener secretarias y otras prebendas. De esta forma, el alcalde de Rebollar se convierte en Presidente de esta Comunidad, en la que, para igualarse con otras autonomías, instituye incluso su propio idioma oficial el "farfullo", derivado de la forma de hablar del mismo, quien por un defecto convierte las pes en efes. 
Ya en marcha la autonomía serrana, se convoca una gran fiesta de hermandad con los nacionalistas del resto de España, pero no todos están a favor del rumbo que ha tomado este asunto y tratarán de impedirlo.

## Premios
39.ª edición de las Medallas del Círculo de Escritores Cinematográficos
| Categoría              | Persona            | Resultado |
| ---------------------- | ------------------ | --------- |
| Mejor actor de reparto | José Bódalo        | Ganador   |
| Mejor montaje          | José Luis Matesanz | Ganador   |

## Rodaje
El rodaje se realizó mayoritariamente en el pueblo madrileño de Torrelodones. El recorrido que se hace en los flamantes coches oficiales corresponde con las actuales calles Carlos Picabea (calle del Palo en la película) y la calle Real, a la que se accedía por la Plaza de la Constitución, hoy día peatonal. Los coches pasan por estas calles una y otra vez en un recorrido que, sin embargo, se supone continuo.

### Espectadores y recaudación
La película fue seguida por 287.111 espectadores, consiguiendo una recaudación de 354.080,96 euros. La película fue boicoteada por sectores nacionalistas vascos y catalanes, hasta el punto de evitar su estreno y distribución comercial en Cataluña, y el País Vasco.

## Reparto
La película contó con el siguiente reparto:
- Alfredo Landa: Austrasigildo, alcalde de Rebollar de la Mata.
- María Casanova: Inés, maestra y mujer de Austrasigildo.
- Manolo Codeso: Cojoncio, empleado del Ayuntamiento.
- Fernando Sancho: Bernardo, Consejero de la Gobernación.
- Ángel de Andrés: Telesforo
- Alfonso del Real: Mambrú, cabo de la policía municipal.
- José Bódalo: Don Luciano, secretario del Ayuntamiento de Rebollar de la Mata.
- Antonio Garisa: Conseller
- Ismael Merlo: Don Ángel, coronel retirado.
- María Paz Pondal: Nuria, secretaria del Conseller.
- Elvira Quintillá: Faustina, propietaria del supermercado junto con Paco el Ciruelo.
- Ramón Lillo: Paco el Ciruelo, marido de Faustina.
- Adrián Ortega: Don Benigno, farmacéutico.
- Tomás Blanco: Embajador vasco.
- Pepe Ruiz: Don Marceliano, el párroco.
- Rafael Hernández: José, asistente del coronel.
- Félix Dafauce: Marciano, el estanquero.
- Ricardo Palacios: Rafa, el gordo de los policías.
- Carlos Lucas: Poli, el flaco de los policías.
- Luis Barbero: Nicomedes padre, ganadero.
- Juan José Otegui: Nicomedes hijo, ganadero.
- Lola Lemos: Abuela.
- Ángel Ter: Vecino, excarabinero.
- Jesús Mostaza: Jefe de mesa en las elecciones.